# Latence CAS
La latence CAS (CAS Latency (CL) en anglais) correspond au nombre de cycles d'horloge précédant l'acheminement des données après la réception d'une commande, ce délai dépend du temps de réaction interne.
Il est lié au délai d'activation d'une rangée (Row Address Strobe (RAS) en anglais) et au délai d'activation d'une colonne (Column Address Strobe (CAS) en anglais) correspondant à une adresse mémoire ainsi qu'au délai que le circuit prend pour renvoyer le contenu sur le bus de données. Elle est exprimée en nanosecondes, mais plus généralement en nombre de cycles d'horloge.
La mémoire avec une latence CAS faible est plus rapide que celle présentant une latence CAS élevée; plus la CL d'une mémoire est élevée (par exemple, CL5), plus elle est lente.
C'est donc le rapport entre le temps d'accès de colonne et le temps de cycle d'horloge.
La latence CAS 2 (CL2) offre une légère augmentation de performance par rapport à la latence CAS 3 (CL3).
Cependant, un système ne sera pas nécessairement plus rapide si on opte pour une mémoire vive plus rapide. La vitesse d'un ordinateur étant basée sur celle de la 'liaison la plus lente', on ne peut doper un système en y ajoutant de la mémoire plus rapide que celle dont dispose déjà le système.
En conclusion, plus le temps de latence est faible, meilleures sont les performances.